# Карагас (село)
Карага́с (ног. Карагас) — село (аул) в Ногайском районе Республики Дагестан. Административный центр Карагасского сельсовета.

## Географическое положение
Село расположено в 40 км к северо-западу от районного центра села Терекли-Мектеб.

## История
Оседлый ногайский аул основан в 1914 году.

## Население
| 1914 | 1926 | 1970  | 1989  | 2002  | 2010  | 2021  |
| ---- | ---- | ----- | ----- | ----- | ----- | ----- |
| 98   | ↗155 | ↗1350 | ↘1213 | ↗1840 | ↗1972 | ↘1206 |

В 1914 году в ауле проживало 95 человек, в том числе 61 мужчина и 34 женщины.
По данным переписи населения 2002 года, численность населения села составила 1840 жителей, в том числе 85 % — ногайцы.
По данным переписи 2010 года, в селе проживало 1972 человека (960 мужчин и 1012 женщин).

## Этимология
Существует несколько версий о происхождении названия: по легенде о чернобровой красавице, по этногруппе карагашей или же по расположенному рядом кургану.